# Catarroja
Catarroja (pron. valenciana: [kataˈrɔdʒa] o [kataˈrɔdʒɔ]) è un comune spagnolo di 25 650 abitanti situato nella comunità autonoma Valenciana.